# Komisarz Generalny Rzeczypospolitej Polskiej w Wolnym Mieście Gdańsku
Komisarz Generalny Rzeczypospolitej Polskiej w Wolnym Mieście Gdańsku – przedstawiciel polskiego rządu w Gdańsku, reprezentujący polskie interesy i wykonujący uprawnienia Polski wobec Wolnego Miasta wynikające z traktatu wersalskiego i umów polsko-gdańskich, rezydujący w mieście w latach 1920-1939. Komisarz stał na czele Komisariatu Generalnego RP.

## Geneza
Utworzenie stanowiska Komisarza Generalnego dla reprezentanta polskich interesów w Gdańsku stanowiło nawiązanie do czasów I Rzeczypospolitej, kiedy to król Stanisław August Poniatowski utrzymywał swojego rezydenta w tym mieście, był nim Aleksy Husarzewski.
W jednym z projektów konwencji polsko-gdańskiej ze strony Polski padła propozycja, aby przedstawiciel RP otrzymał tytuł Rezydenta Rzeczypospolitej Polskiej. Nie zaakceptowały tego władze Gdańska. Tytuł Komisarza Generalnego pojawia się po raz pierwszy w tymczasowej umowie polsko-gdańskiej z 22 kwietnia 1920, a także w konwencji warszawskiej z 24 października 1921. W kluczowym dla stosunków polsko-gdańskich dokumencie – konwencji polsko-gdańskiej z 9 listopada 1920 – reprezentant Polski określony jest mianem przedstawiciela dyplomatycznego rządu polskiego, z siedzibą w Gdańsku.

## Spór o nazwę stanowiska

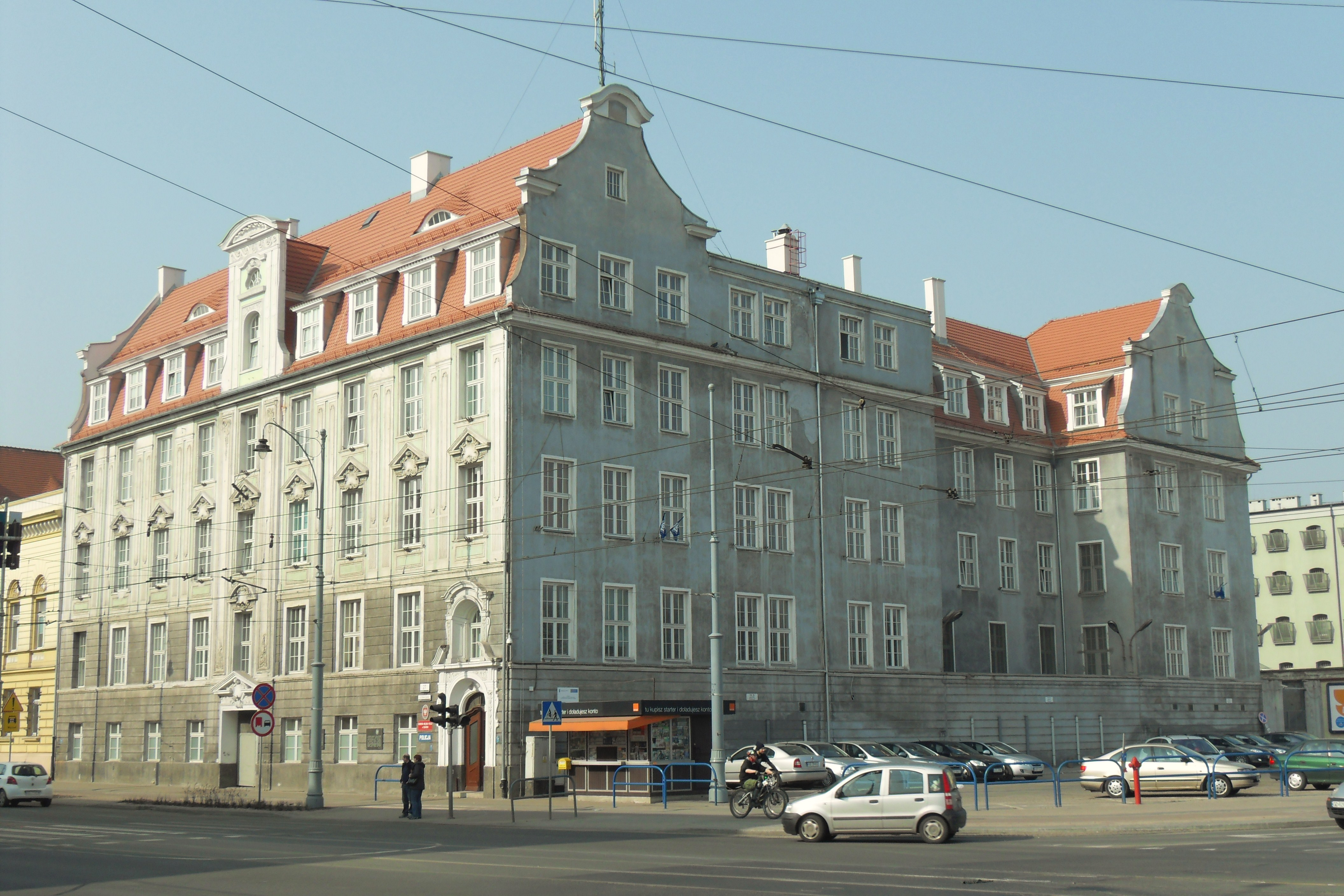
Budynek Komisariatu Generalnego Rzeczypospolitej Polskiej w Wolnym Mieście Gdańsku, w latach 1921-1939

Zarysowana wyżej kwestia różnego nazewnictwa reprezentanta Polski była, dla władz Gdańska, podstawą do odmawiania Komisarzowi Generalnemu tego miana i uporczywego tytułowania go przedstawicielem dyplomatycznym Rzeczypospolitej Polskiej w Gdańsku. W ten sposób adresowano całą korespondencję kierowaną do Komisarza ze strony władz miasta, ale jednocześnie przyjmowana była przez te władze korespondencja od Komisarza Generalnego Rzeczypospolitej Polskiej, który niezmiennie używał nadanego mu przez rząd polski tytułu.
Spór miał głębsze podłoże ustrojowe, bowiem Senat WMG dążył do uzyskania jak największej suwerenności i zanegowania zależności miasta od Polski. Przyjęcie, iż Komisarz jest jedynie przedstawicielem dyplomatycznym służyło temu właśnie celowi. Władze gdańskie nie brały jednak pod uwagę faktu, iż zakres kompetencji Komisarza był znacznie szerszy niż jakiegokolwiek przedstawiciela dyplomatycznego, a ponadto między Wolnym Miastem i Polską nie było stosunków dyplomatycznych, bowiem Gdańsk nie prowadził samodzielnej polityki zagranicznej i nie utrzymywał swojego przedstawicielstwa dyplomatycznego w żadnym kraju.

## Zadania
Komisarz stał na czele Komisariatu Generalnego RP i przy jego pomocy wykonywał swoje zadania. Komisarz był zwierzchnikiem wszystkich polskich urzędów i instytucji na terenie WMG, ponadto był reprezentantem rządu polskiego i wszelka korespondencja pomiędzy polskimi a gdańskimi organami władzy musiała odbywać się za jego pośrednictwem. Zgodnie z konwencją polsko-gdańską z 9 listopada 1920, Polska prowadziła Sprawy Zagraniczne Wolnego Miasta. W tym zakresie miał też pewne kompetencje Komisarz, bowiem opieką polskich placówek zagranicznych mogli być objęci jedynie ci obywatele Gdańska, którzy mieli w paszporcie wizę Komisarza. Ponadto Komisarz mógł wizytować, w imieniu rządu polskiego obce okręty zawijające do gdańskiego portu, a także przyjmować wizyty dowódców obcych okrętów bez zgody i wiedzy władz gdańskich.
Komisarz miał przywilej eksterytorialności.
Poza tym Komisarz Generalny wpływał na kadrową obsadę Komisariatu. Początkowo premier, a następnie od 1923 minister spraw zagranicznych, w porozumieniu z Komisarzem, mianowali urzędników Komisariatu.
Żadne zarządzenia władz i urzędów polskich, dotyczące ogółu ludności polskiej na terenie WMG, nie mogły być wydawane bez zgody Komisarza, zaś spory między nim a przedstawicielstwem jakiegoś ministerstwa w Gdańsku rozstrzygali wspólnie minister spraw zagranicznych i odpowiedni minister. Do obowiązków Komisarza należało przygotowywanie raportów zawierających sugestie, co do sposobu działalności dla tych ministerstw i urzędów, które miały swoich reprezentantów w WMG.

## Komisarze Generalni RP w latach 1920-1939
- Maciej Biesiadecki – 8 lutego 1920[5] – 5 lipca 1921[6].
- Leon Pluciński – 5 lipca 1921 – 1 października 1923[7].
- Kajetan Dzierżykraj-Morawski – 1 października 1923[8] – 28 lutego 1924 (pełniący obowiązki).
- Henryk Strasburger – 28 lutego 1924 – 1 marca 1932[1][9].
- Kazimierz Papée – 15 marca 1932[1][10] – 30 grudnia 1936.
- Marian Chodacki – 30 grudnia 1936[1][11] – 1 września 1939.